# Дроздово (Ленінський міський округ)
Дроздо́во (рос. Дроздово) — присілок у складі Ленінського міського округу Московської області, Росія.

## Населення
Населення — 226 осіб (2010; 87 у 2002).
Національний склад (станом на 2002 рік):
- росіяни — 92 %